# Pheidole capensis
Pheidole capensis är en myrart som beskrevs av Mayr 1862. Pheidole capensis ingår i släktet Pheidole och familjen myror.

## Underarter
Arten delas in i följande underarter:
- P. c. capensis
- P. c. dregei
- P. c. modestior
- P. c. reddenburgensis